# Escala en hi-fi
Escala en hi-fi fue un programa de TV, emitido por Televisión española entre abril de 1961 y septiembre de 1967. Entre 1963 y 1965 se incluía en el magazine Teledomingo.

## Formato
Se trataba de un espacio musical en el que, por primera vez en España, se utilizaba la técnica del play-back. Actores desconocidos prestaban su imagen a los éxitos musicales del momento, mientras desarrollaban una acción con argumento, en una suerte de embrión de lo que 20 años después fue el videoclip.

## Equipo
La realización del programa corrió a cargo de Fernando García de la Vega, quien también tuvo la idea del programa.
En la primera temporada estuvo presentado por el actor Pablo Sanz que, tras interpretar con canotier y bastón un popular tema de Mario Clavell, daba lugar a las sucesivas actuaciones. Más tarde esa labor la realizó el cantante Juan Erasmo Mochi.
Entre los actores que pusieron su imagen al espacio, figuran rostros luego muy conocidos como el de Karina, quien poco después se convertiría en la cantante de moda en el país. Destacaron también:
- Emiliano Redondo (1961-1964).
- Luis Varela (1961-1965).
- María José Goyanes (1961-1963).
- María José Alfonso (1961-1963).
- Antonio Alfonso (1966-1967)
- Concha Cuetos (1961-1963).
- Maria Montez (1966-1967)
- Carolina Cromstedt (1961-1965).
- Juan Pardo (1962-1963).
- Gloria Cámara (1962-1965).
- Judy Stephen (1963-1965).
- Ignacio de Paúl (1964-1967).
- Guadalupe Vallina (1965-1966).
- María Luisa Seco (1966-1967).
- Jorge del Moral (1966-1967).
- Blas Martín.

## Premios y distinciones
- Premio Ondas (1962). Nacionales de televisión: Mejor programa musical.

Fue considerado por el Grupo Joly uno de los cien mejores programas de la historia de la televisión en España.

## Repercusiones
El programa alcanzó un éxito rotundo en la televisión del momento, y de hecho se prolongó durante seis temporadas.
En 1963 se hizo una versión para el cine, dirigida por Isidoro M. Ferry y protagonizada por Karina, Arturo Fernández, José Rubio, Xan das Bolas, María Isbert, Cassen, Laly Soldevila y Manolo Zarzo.